# Meike Luber
Meike Luber (* 22. April 1965) ist eine ehemalige deutsche Fußballspielerin.

## Karriere
Als die Frauenfußballmannschaft des FC Bayern München im 20. Jahr ihres Bestehens und mit dem 19. Meistertitel in der seinerzeit zweitklassigen Bayernliga die beste Mannschaft des Bayerischen Fußball-Verbandes stellte, ihre Aufstiegspremiere in die neu geschaffene, seinerzeit noch zweigleisige Bundesliga mit Aufnahme des Spielbetriebes mit der Saison 1990/91 hatte, gehörte Meike Luber dieser an. Im Alter von 25 Jahren bestritt sie ihr erstes von neun Saisonspielen in der höchsten Spielklasse. Ihr Debüt erfolgte am 3. März 1991 (10. Spieltag) beim 1:1-Unentschieden im Auswärtsspiel gegen den VfR 09 Saarbrücken. In der Folgesaison wurde sie in 13 Punktspielen eingesetzt.